# Hermannsburg (Australie)
Hermannsburg est une communauté aborigène dans le sud du Territoire du Nord en Australie à 131 km au sud d'Alice Springs, comptant 605 habitants en 2016.

## Histoire
L'endroit a été le lieu d'implantation en 1877 d'une mission pour les Autochtones fondée par deux missionnaires luthériens originaires d'Allemagne et qui venaient de Béthany, dans la vallée de la Barossa en Australie-Méridionale. Ils ont appelé leur nouvelle mission d'après Hermannsburg, une ville allemande où ils avaient été formés.
Les missionnaires apprirent la langue locale Arrernte et ont élaboré un dictionnaire en 1891 afin de pouvoir traduire la Bible. Ils ont documenté les traditions Aranda avec soin.
En 1891, les missionnaires partirent mais leur œuvre fut poursuivie par des laïcs jusqu'à ce que, en 1894, le pasteur Strehlow arrive. Son fils T.G.H. Strehlow est devenu un anthropologue connu et a été initié dans les mœurs Aranda.
Albert Namatjira est né à Hermannsburg en 1902. Il a développé la capacité d'utiliser son sens aigu d'observation de la terre pour peindre des aquarelles de style occidental. Les peintures dans ce style sont connues comme venant de l'école Hermannsburg (en).

L'emplacement de la mission a été remis aux Aborigènes en 1982. Le quartier historique d'Hermannsburg a été inscrit sur la Liste nationale du patrimoine australien en avril 2006. Une grande partie du canton historique est maintenant protégé par le National Trust.

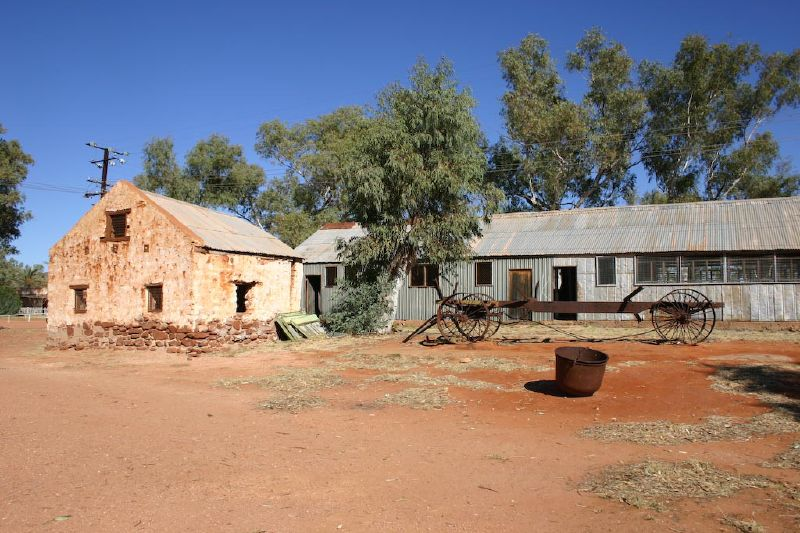
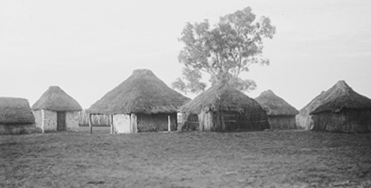
Hermannsburg en 1923.

## Démographie
En 2016, 90 % des habitants d'Hermannsburg sont aborigènes.

## Personnalités
- Albert Namatjira (1902-1959), peintre aborigène
- Richard Moketarinja (1916-1983), peintre aborigène